# Park Narodowy Corcovado (Chile)
Park Narodowy Corcovado (hiszp. Parque nacional Corcovado) – park narodowy zlokalizowany w Chile w regionie Los Lagos. Został założony 7 stycznia 2005 roku i zajmuje obszar 2940 km².
Park graniczy z zatoką Corcovado i w swoich granicach zawiera m.in. wulkan Corcovado. Niewielka część parku objęta jest ostoją ptaków IBA z uwagi na obecność kormorana czerwononogiego.
Na południe od niego znajduje się Park Narodowy Melimoyu.